# Ana Blandiana
Ana Blandiana (rumunská výslovnost: [ˈana blandiˈana]), vlastním jménem Otilia Valeria Rusan (za svobodna Coman) (* 25. března 1942 v Temešváru) je rumunská básnířka, esejistka a představitelka občanské společnosti. Je považována za jednu z vedoucích postav současné rumunské literární tvorby. Pseudonym si zvolila podle Blandiany, rodné vesnice její matky, ležící nedaleko Vințu de Jos v župě Alba.

## Osobní život
Jejími rodiči byli Gheorghe Coman (1915–1964), pravoslavný kněz a bývalý člen fašistické organizace Železná garda, který po válce a nástupu komunistického režimu strávil několik let ve věznici v Aiudu a zemřel při nehodě krátce po propuštění na základě amnestie, a účetní Otilla (rozená Diacu). Spisovatelčina sestra Geta se narodila roku 1947. V roce 1960 se Ana provdala za spisovatele Romula Rusana.

## Dílo
V letech 1962–1967 studovala filologii na univerzitě v Kluži. Po debutu v tamním časopise Tribuna, kde se poprvé podepsala jako Ana Blandiana, byla zahrnuta do antologie 30 de poeți tineri (30 mladých básníků). V roce 1963 po čtyřletém zákazu ve spojitosti s postavením jejího otce, začala znovu publikovat, tentokrát v Contemporanul (editovaném Georgem Ivașcu).
Její první sbírkou byla Persoana întâia plural (Plurál první osoby, 1964) s předmluvou kritika Nicolae Manolescu. Následovaly sbírky Calcâiul vulnerabil (Achillova pata, 1966) a A treia taină (Třetí tajemství, 1969). V roce 1967 se usadila v Bukurešti, kde pracovala jako redaktorka pro časopisy Viața studențească a Amfiteatru. V letech 1975–1977 byla knihovnicí v Institutu umění v Bukurešti. V té době také vyšly první překlady jejích textů do francouzštiny v Croisière du Club des Poètes. V 80. letech se svou tvorbou dostávala do konfliktu s režimem – kvůli zveřejnění její básně Totul (Všechno), která stavěla reálné životní podmínky do kontrastu s oficiální propagandou, bylo staženo celé číslo Amfiteatru, báseň se ale objevila v překladu v západních médiích a kolovala i v rumunském undergroundu. I za komunistického režimu jí však bylo umožněno časté cestování, což zúročila ve sbírce Orașe de silabe (Města slabik, 1987). Téhož roku vyšly v Sovětském svazu překlady jejích básní do ruštiny. V roce 1989 jí vyšla populární antologie Biblioteca Pentru Toți (Knihovna pro všechny).
Po rumunské revoluci v roce 1989 vstoupila do politického života a zasazovala se o demokratizaci společenského života a zmírnění následků totalitarismu. Organizovala také přestavbu bývalého politického vězení v Sighetu Marmaţiei na památník obětí komunismu. Mezi sbírky tohoto období patří Arhitectura valurilor (Architektura vln, 1990) nebo Patria mea A4 (Má vlast A4, 2010).
Podle básnířky Marie Iljašenko je její poezie „univerzální, existenciální, sdělná a dobře srozumitelná. Nejčastějšími tématy jsou poslání člověka ve světě, morální ryzost, etika, láska a s přibývajícím věkem také konečnost lidské existence“. Kromě básní publikovala Blandiana také řadu esejistických a prozaických knih, včetně dvou svazků fantastických povídek.

## České překlady
- Řeka s jedním břehem. Antologii sestavila, básně přeložila a doslovem opatřila Libuše Valentová. Festival spisovatelů Praha 2020, 84 s.

## Ocenění
Je držitelkou řady rumunských literárních cen. v roce 1982 získala mezinárodní Herderovu cenu, v roce 2002 středoevropskou cenu Vilenica. V říjnu roku 2017 byla oceněna kanadskou Griffinovou cenou za celoživotní přínos.

## Členství
- členka Svazu spisovatelů Rumunska
- členka Evropské akademie poezie
- předsedkyně rumunského PEN klubu po jeho obnovení v roce 1990
- 1994 – spoluzakladatelka a předsedkyně Občanské aliance (Alianța Civică), rumunské nevládní organizace, jejímž cílem byla demokratizace rumunské společnosti po konci komunistického režimu